# TVP3 Szczecin
TVP3 Szczecin je regionální stanice Polské televize ve Štětíne. Vznikl 1. května 1960 jako mimovaršavské studio televize, vysílání zahájilo 27. května téhož roku. Stanice vysílá z budovy v městské části Śródmieście-Północ.

## Program

### Zpravodajství
- Kronika – Zpravodajská relace
- Kronika Obraz Dnia
- Sport[2]

### Publicistika
- Spięcie
- Niedziałkowskiego 24a[2]

### Magazíny
- Wiatr od morza
- Menu Kulturalne
- Wokół nas
- Arka
- Barka
- Europa z bliska
- Biblijne historie Romcia Tomcia
- e-dukacja przyszłości
- Dawny Szczecin w obiektywie
- Telewizyjny Klub Srebrnego Włosa[2]

## Loga stanice

Logo stanice v letech 1992–2000
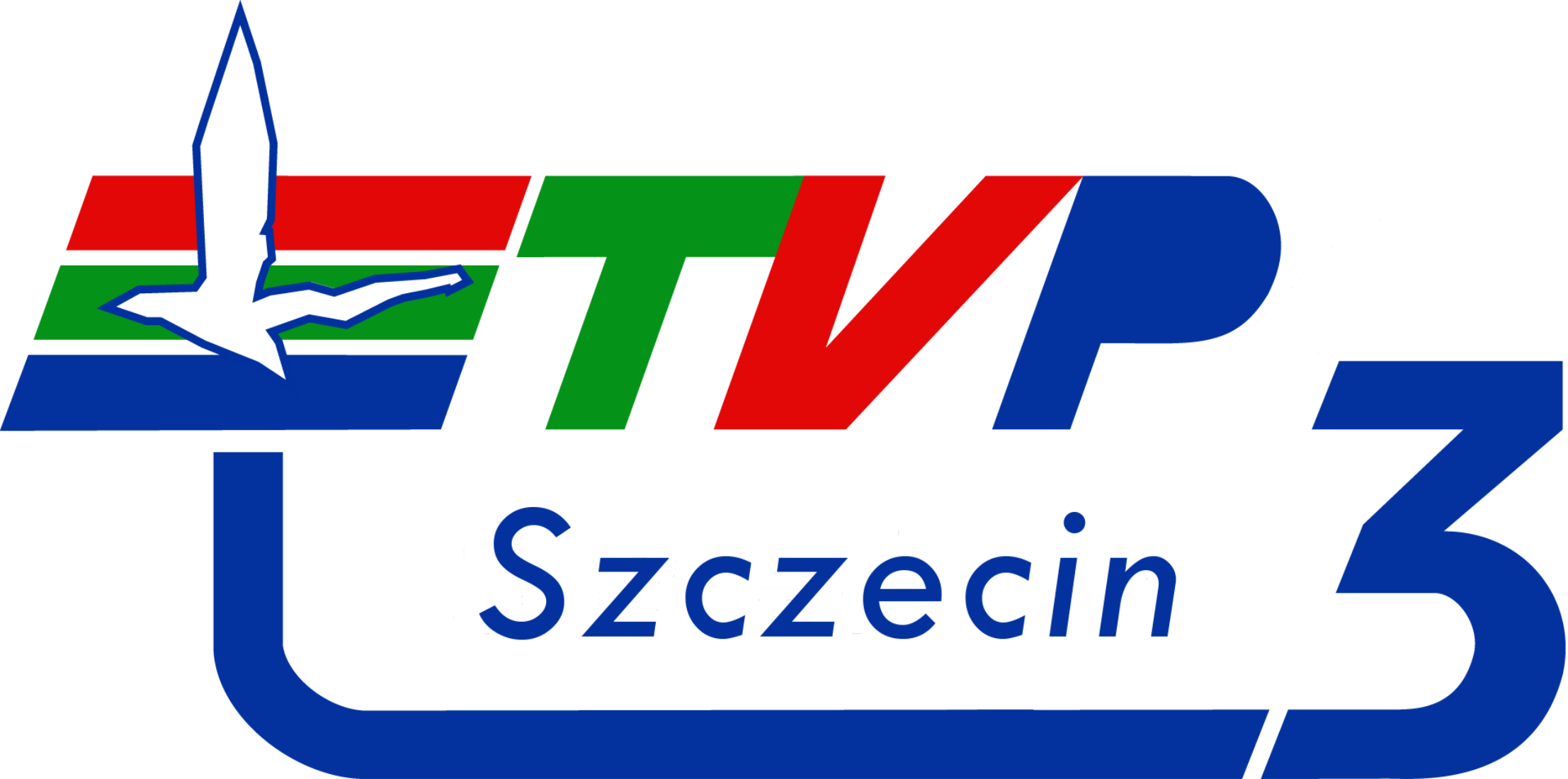
Logo stanice v letech 2000–2001
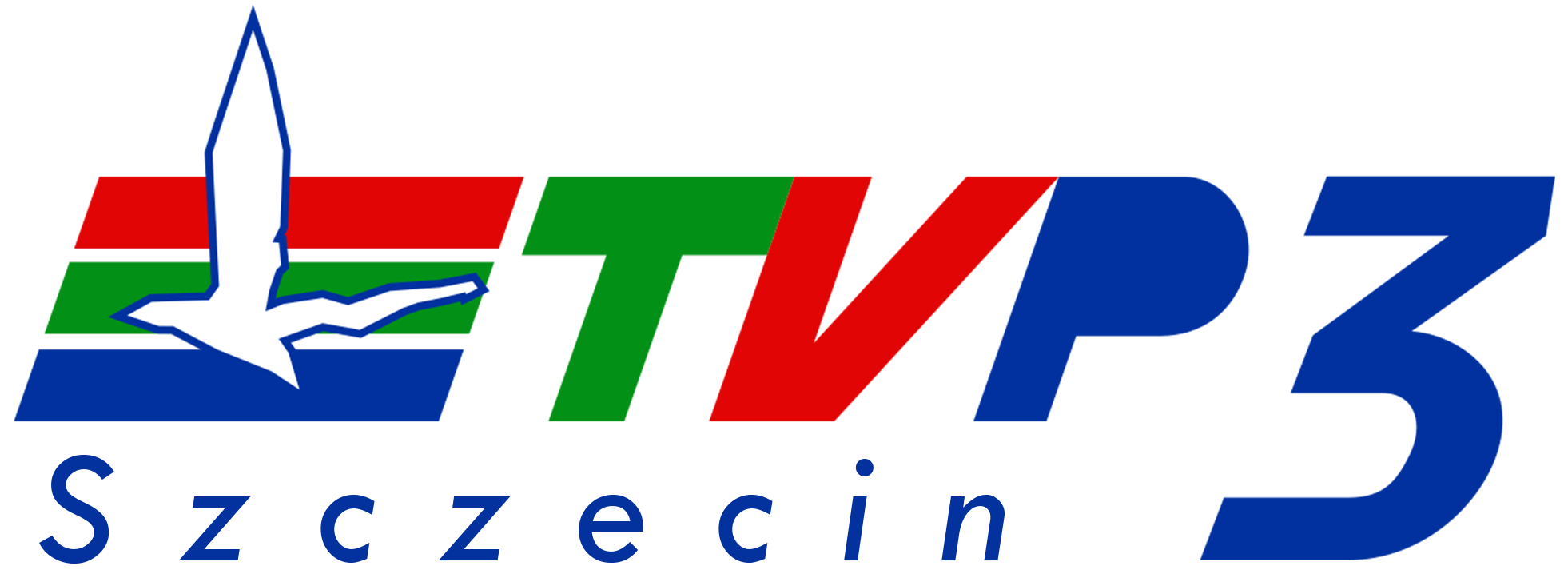
Logo stanice v letech 2001–2003
Logo stanice v letech 2003–2007
Logo stanice v letech 2007–2013
Logo stanice v letech 2013–2016
Logo stanice od roku 2016